# Blindaje compuesto

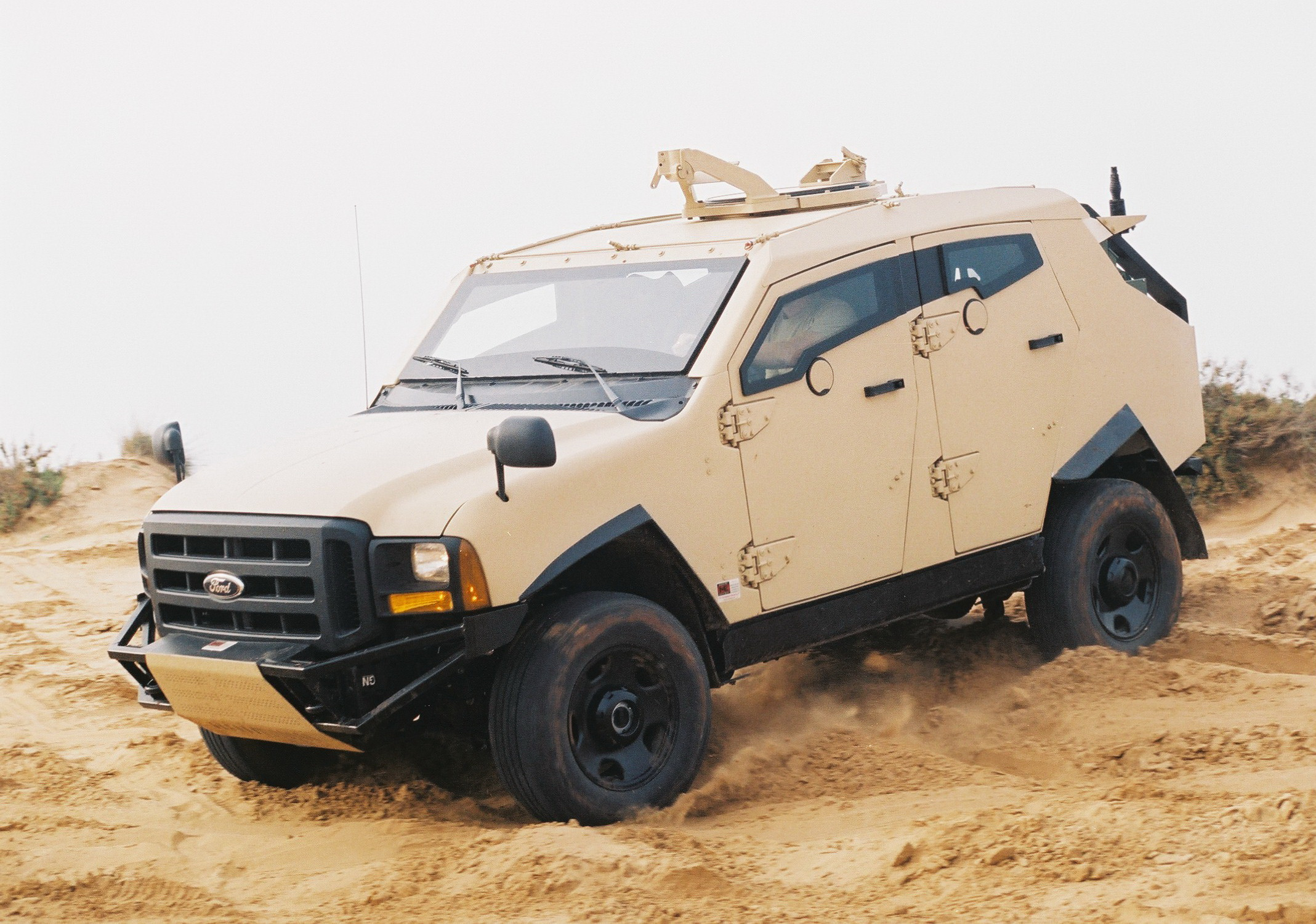
El blindado Plasan Sand Cat en el que se exhibe el uso de un Blindaje Compuesto integrado en su carrocería.

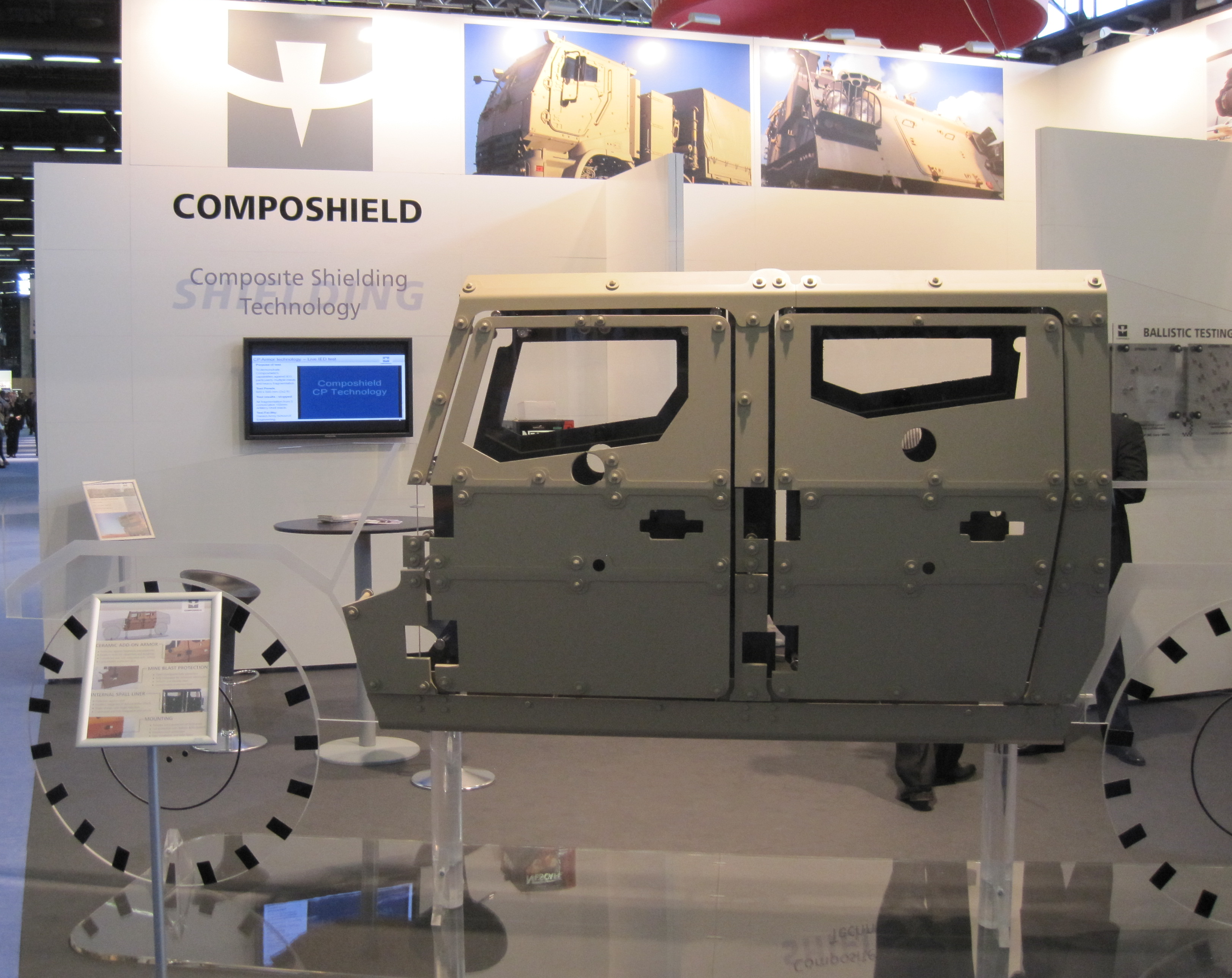
Un vehículo con placas de blindaje compuesto añadido en su estructura, manufacturado por Composhield.

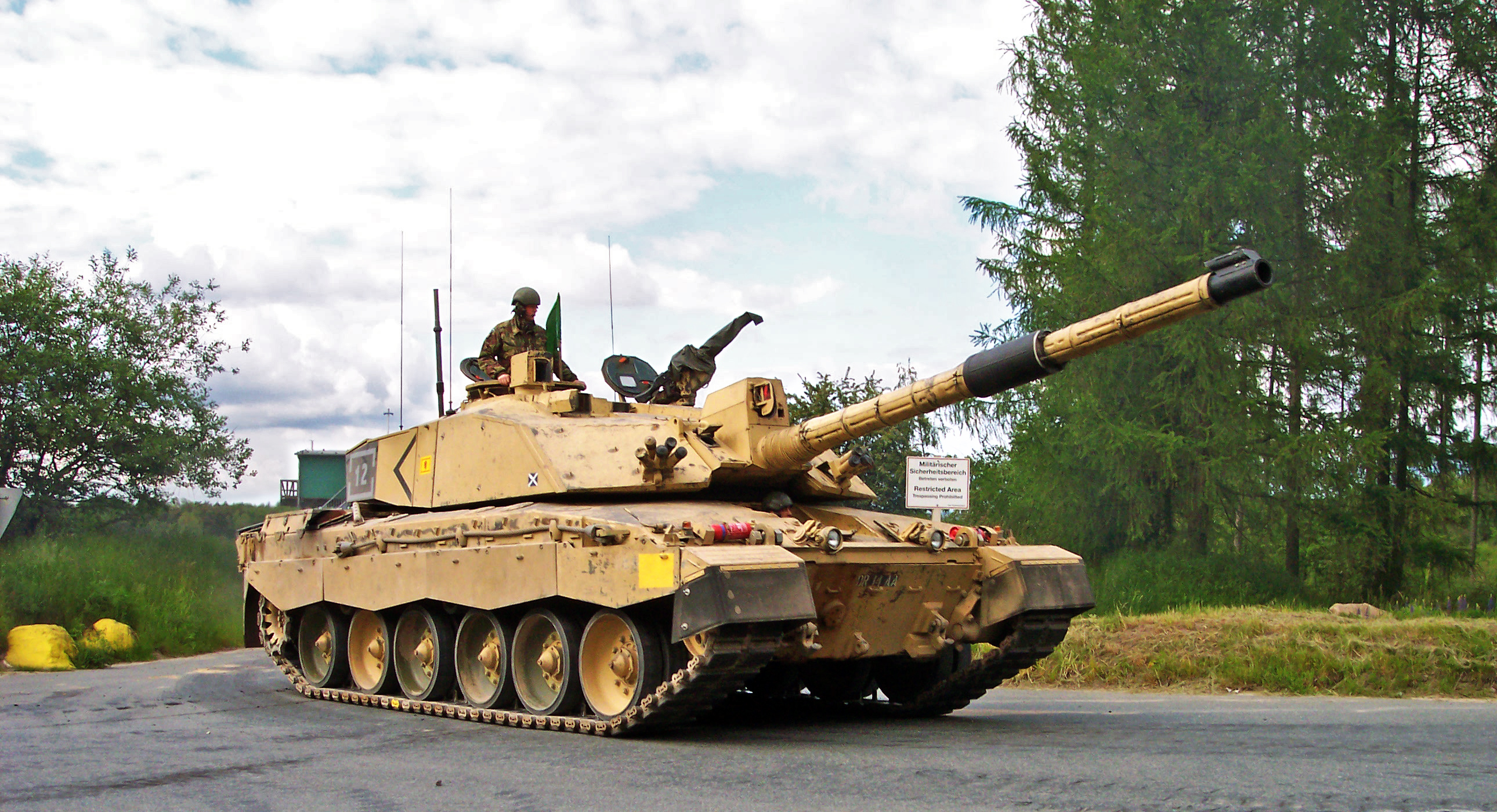
El carro de combate Challenger 2, el cual usa un blindaje compuesto, el Chobham.

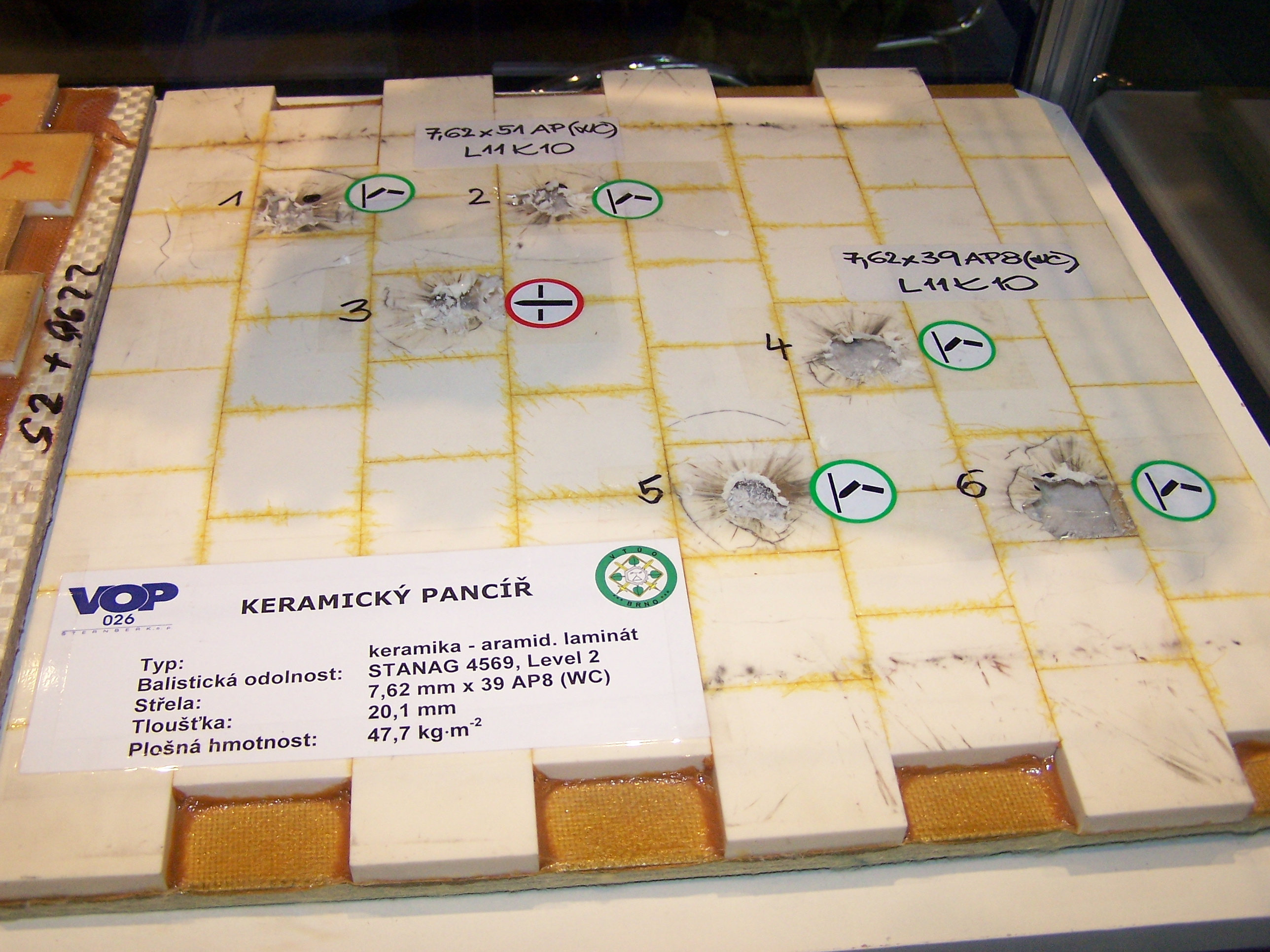
Resultados de una prueba de resistencia balística, efectuado sobre planchas de blindaje compuesto laminado, hecho de cerámica-aramidas.

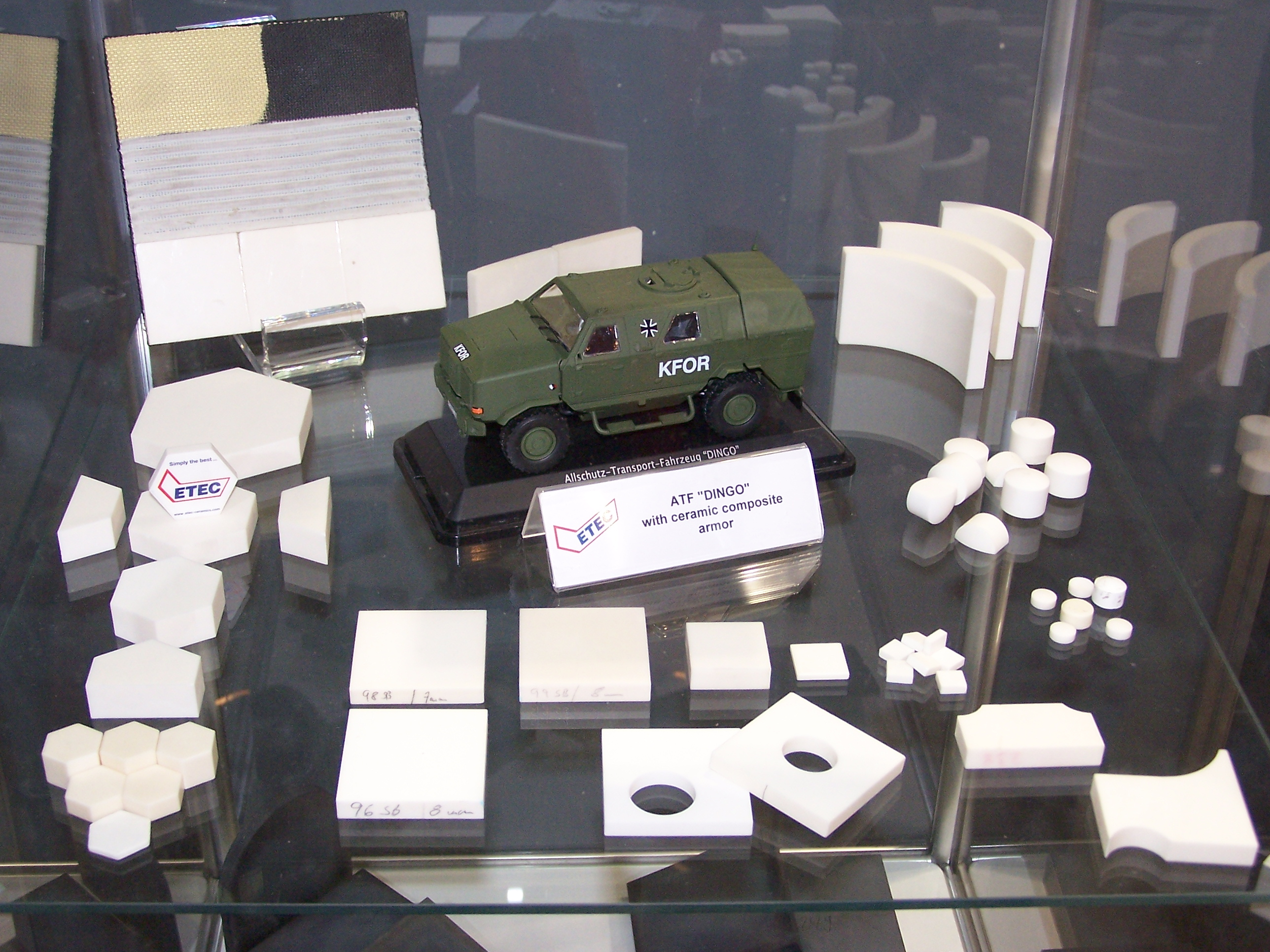
Placas de blindaje cerámico para los vehículos.

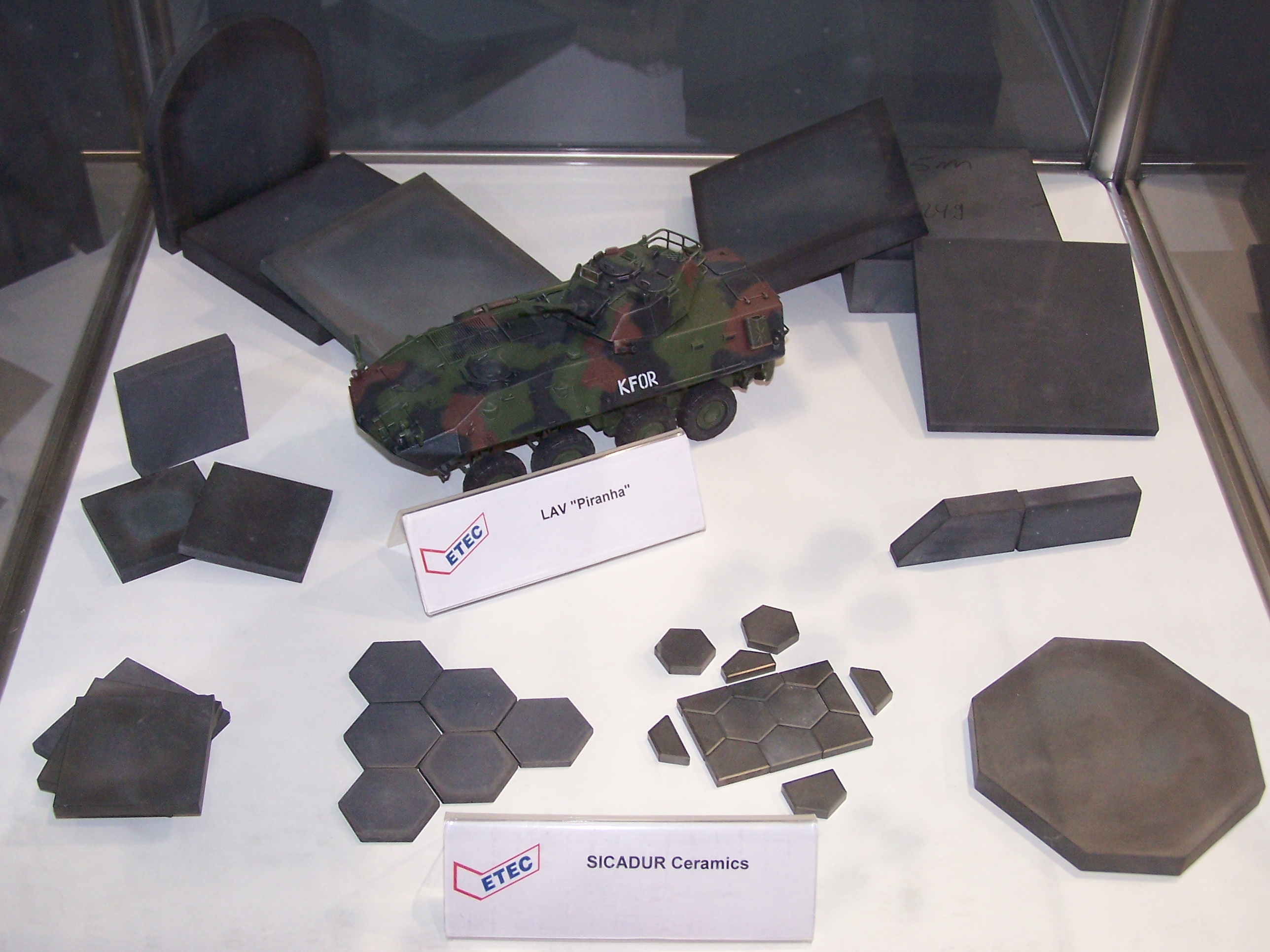
Placas de SICADUR para vehículos militares.

El blindaje compuesto es un tipo de blindaje consistente en capas de diferentes materiales como metales, plásticos, cerámica o incluso aire. Muchos de los blindajes compuestos son más livianos que sus contrapartes de estructura metálica o sus equivalentes de materiales de aleación, pero en contraparte ocupan un mayor espacio dentro de la misma estructura, si bien su resistencia a la penetración es todavía discutida. Es posible diseñar blindajes compuestos fuertes, ligeros y que ocupen menos volumen que sus contrapartes tradicionales, pero con un coste unitario mayor que en los blindajes normales, lo que restringe su uso en la práctica. Su disposición es especialmente aplicada a las zonas vulnerables de un vehículo blindado. Sus usos primarios son los de ayudar a encarar proyectiles antitanque de alto poder explosivo.

## Historia
Los proyectiles HEAT han sido una constante amenaza para los vehículos de usos militares desde su introducción en la 2.ª Guerra. Ligeras y pequeñas en dimensiones, los cartuchos HEAT pueden no penetrar del todo cientos de capas metálicas convecionales del más duro blindaje RHA (o rolled homogeneous armour). La capacidad de muchos materiales para detener el impacto de cabezas HEAT es logrado gracias a los principios de la "Ley de la densidad", que dice que el efecto de una carga de penetración de las cargas huecas es proporcional (elevada al cuadrado) a las dimensiones de la zona impactada y de la densidad real de su núcleo (típicamente hechos de cobre), dividida por la raíz cuadrada de la densidad del objetivo. Sobre la base de su peso, los blancos ligeros han de ser más ventajosos para dichos proyectiles que los objetivos con blindajes más pesados, pero al usar grandes cantidades de materiales ligeros obviamiente las desventajas en términos de disposición y aspecto mecánico. Ciertos materiales tienen un punto débil en términos de densidad que se hace más útil en dicho uso en particular.
El blindaje compuesto más antiguo conocido se desarrolló en parte por el US Army en el vehículo blindado experimental T95, hecho a mediados de los años 50'. El T95 presentaba un blindaje hecho con aleaciones de "placas con núcleo de aleación de silício", las cuales contenían planchas de silicio fundido en forma de materiales vítreos entre planchas de blindaje de acero laminado. El poder de detención de este material excedía al de los blindajes de acero convencional con un grosor básico y en muchos casos el material vítrico es más del doble de protector que el acero de uso corriente o de tipo especial sobre la base de su grosor base. El T95 nunca entró en producción, y un número de vehículos conceptuales fueron usados para el desarrollo de la serie M60 Patton, y durante su desarrollo inicial (siendo conocido como el XM60), los materiales de acero hecho con carburo de silicio fueron muy tenidos en cuenta para su uso en este proyecto, solo que nunca se dispuso el presentarlo en los carros ya en su etapa de producción definitiva.
El primer caso de un uso masivo de un blindaje compuesto surge de la aparición del modelo de tanque soviético Obyiet' 164. Este usaba un blindaje conocido como Combinación K, que en apariencia consistía de capas de vidrio reforzado con plástico en capas de tipo sándwich entre el interior y el exterior de las capas de acero del citado. Mediante un mecanismo denominado tixotropía, la resina cambia de su presentación de fluido viscoso bajo presión constante, mientras que el blindaje era moldeado en formas curvadas adecuada a la silueta del casco del T-64. Los modelos posteriores del T-64, junto a los nuevos diseños, usaron después materiales como láminas de Carburo de boro como relleno y junto a una resina de agregado especial para incrementar la protección. Pero la calidad de los tanques producidos durante esta era varió de una manera especial; cuando el carburo de boruro no se hallaba disponible en tiempo para poder cumplir con las cuotas asignadas, al tanque se le despachaba con cualquier clase de relleno que funcionara de manera similar y que estuviera disponible, y en ocasiones hasta se dejaron los espacios sin relleno alguno. En orden de prevenir dichos problemas, los soviéticos invirtieron grandes sumas en blindajes reactivos, los que permitieron el mantener un buen control de calidad y un buen grado de protección, por el mismo costo que el citado blindaje production.
El más común de los blindajes hechos con láminas de materiales compuestos hoy día es el Chobham, primeramente desarrollado y usado por el Ejército Británico en un tipo de carro de combate experimental FV 4211 tank, el cual resultó ser una variante basada en la mecánica y otros componentes del Chieftain propuesta para el ejército real iraní. Los sándwiches Chobham están compuestos de capas de cerámica entre dos placas de acero para blindaje, las cuales muestran una reducción dramática de la eficiencia de los impactos de las cabezas HEAT, en comparación a otras clases de blindajes compuestos. El blindaje Chobham sería una importante mejora, tanto así que muy pronto terminó siendo usado en el nuevo carro de combate norteamericano M1 Abrams enseguida. Como un resultado de la fabricación y el montaje de las lozas cerámicas en largas hileras resultan las formas de los cascos del Challenger y del Abrams así como su forma "cuadriculada a lozas".

## Diseño
El mecanismo preciso o la composición exacta para destruir las cabezas HEAT por el blindaje Chobham fue revelado en los años 80'. Las tomas de fotografías a alta velocidad mostraban que el material cerámico se rompe a la vez que la cabeza HEAT penetra, la alta carga cinética de los fragmentos destruyen la forma geométrica del metal, gracias a las sombras generadas por las piezas que dan forma al cartucho, disminuyendo drásticamente la penetración y/o el astillamiento del habitáculo interno. La efectividad del sistema sería ampliamente demostrada en las operaciones llevadas a cabo en la primera guerra del golfo Pérsico, ya que ni un solo Challenger 1 del British Army se perdió por fuego enemigo, proveniente de los tanques T-72 iraquíes. Sin embargo, un Challenger 2 fue destruido por fuego aliado el día 25 de marzo de 2003, muriendo dos de los tripulantes después del impacto de una cabeza HESH cuando su carga detonó en la cubierta del comandante, a causa de la voladura de la coraza interior y de la proyección a alta velocidad de fragmentos del centro y de las paredes de la torreta. Los actuales modelos derivados del prototipo inicial del blindaje Chobham están evolucionados a la tercera generación, y son usados en los carro de combate occidentales modernos como el Challenger 2 británico y en el norteamericano M1 Abrams.

## Usos
Los tanques como el Leclerc francés, el Arjún hindú, el Merkava Mk.4 Baz israelí, el Tipo 90 japonés, el Al-Khalid chino/pakistaní y los modelos chinos Type 96/98 y el Type 99 son los tanques más actuales que hacen uso en sus estructuras de blindajes compuestos y modulares. La adopción de blindajes compuestos modulares en el diseño de dichos blindados facilita el nivel de actualización posterior o el posible intercambio de módulos de blindaje en caso de reparaciones.
El tanque soviético/ruso T-80U/UD, el T-90 ruso, el M-95 croata, el Al-Khalid chino/pakistaní, así como las actualizaciones del T-72 o del M-84 y del Leopard 2A6 y el Magach también israelí usan blindaje compuesto en montajes tipo tándem junto a blindaje reactivo de tipo explosivo (o ERA, por sus siglas en inglés), haciéndole más difícil a los misiles y proyectiles disparados por cañones de tanque el penetrar el frontal y algunas porciones de los laterales del casco.
Este blindaje a su vez ha sido aplicado de manera exitosa a vehículos más pequeños, incluso los del tamaño jeep. Muchos de estos sistemas son aplicados como mejoras o como actualizaciones del blindaje existente, lo que presenta dificultades al momento de colocarlo en el vehículo entero. Algunos incluso sorprenden con su grado de efectividad; los apliques cerámicos hechos a los M-113 canadienses; que fueran llevados a cabo en los 90', hicieron que esta idea se repitiera en blindados más modernos y poco protegidos, como el sofisticado pero débil M2 Bradley, en apliques que, aunque aumentaron su protección precedente; le disminuyeron sensiblemente su velocidad tope.[cita requerida]

### Usos improvisados
En el año 2004, Marvin Heemeyer usó un blindaje añadido ad hoc en su bulldozer Komatsu D355A (rebautizado por la prensa como "Killdozer"), en un ataque en respuesta a una disputa con el gobierno de la ciudad en la que vivía por una reclamación zonal. El blindaje, en ciertas partes del espesor de un pie, consistía de capas de concreto en disposición sándwiche entre capas de acero, protegiendo exitosamente al vehículo de impacto de armas pequeñas, fuego y de explosivos de bajo impacto. El ataque se saldó con el suicidio del conductor en el interior de su improvisado "tanque".